# Mahatma Otoo
Mahatma Osumanu Otoo (Acra, Ghana, 6 de febrero de 1992) es un futbolista ghanés. Se desempeña como delantero en el Balıkesirspor de la TFF Primera División, segunda división de Turquía.

## Selección nacional
Ha sido internacional con la selección de fútbol de Ghana en 7 ocasiones y ha convertido 2 goles.

### Participaciones en Copas Africanas
| Copa                           | Sede              | Resultado  | Partidos | Goles |
| ------------------------------ | ----------------- | ---------- | -------- | ----- |
| Copa Africana de Naciones 2015 | Guinea Ecuatorial | Subcampeón | 1        | 0     |

## Clubes
| Club                                   | País    | Año       |
| -------------------------------------- | ------- | --------- |
| Sporting St. Mirren                    | Ghana   | 2008-2009 |
| Hearts of Oak                          | Ghana   | 2009-2013 |
| → Espérance Sportive de Tunis (cedido) | Túnez   | 2010      |
| Sogndal                                | Noruega | 2013-2016 |
| Ümraniyespor                           | Turquía | 2017      |
| Balıkesirspor                          | Turquía | 2017-2019 |
| Balıkesirspor                          | Turquía | 2019-     |

## Palmarés

### Copas internacionales
| Título                         | Selección    | Sede   | Año  |
| ------------------------------ | ------------ | ------ | ---- |
| Oro en los Juegos Panafricanos | Ghana sub-23 | Maputo | 2011 |

### Distinciones individuales
| Distinción                                     | Año  |
| ---------------------------------------------- | ---- |
| Jugador revelación de la Liga Premier de Ghana | 2008 |
| Mejor jugador de la Liga Premier de Ghana      | 2009 |
| Máximo goleador de los Juegos Panafricanos     | 2011 |
| Mejor jugador de la Liga Premier de Ghana      | 2012 |
| Máximo goleador de la Liga Premier de Ghana    | 2013 |